# 长孙安业
长孙安业（6世紀—？），隋朝大将长孙晟第三子，长孙无忌和长孙皇后的异母兄。

## 簡介
為人嗜酒如命，不安本分，不务正业。长孙晟死后，安業虐待无忌兄妹，將他們兩人赶回他们的舅舅高士廉家。
玄武門之變後，唐太宗即位，长孙皇后不计前嫌，礼遇长孙安业，由右监门率升职为右监门将军。贞观元年（627年）十二月三十，利州都督義安王李孝常与右武卫将军刘德裕及其外甥统军元成節、监门将军长孙安业等人，密谋借助禁军反叛，李孝常等人被处死。长孙皇后向太宗叩头求情：“人们都知道安业对臣妾不好，如果安業伏誅，人们必然会说臣妾怀恨于兄长，恃宠报复，连累皇上威名。”於是安业乃得以免死，發配到巂州（今四川越西县）。
《新唐书·宰相世系表 (长孙氏)》载长孙晟五子长孙无乃、长孙无傲、长孙无宪、长孙无忌、长孙无逸，而无长孙安业之名，亦无《隋书》本传所载长子长孙行布、次子长孙恒安之名。行布、恒安、安业或为无乃、无傲、无宪的表字。长孙无宪曾官至兵部尚书、薛国公，或与安业为一人。另《元和姓纂》又称安业为无宪子，则安业为长孙晟孙、长孙皇后侄，未详孰是。